# Boris Borissowitsch Jegorow
Boris Borissowitsch Jegorow (russisch Борис Борисович Егоров; * 26. November 1937 in Moskau; † 12. September 1994 ebenda) war ein sowjetischer Kosmonaut und Arzt.

## Leben
Boris Jegorow, der aus einem medizinisch geprägten Elternhaus stammte (sein Vater war Neurochirurg und Mitglied der Akademie der medizinischen Wissenschaften der UdSSR, seine Mutter Augenärztin), begann ein Studium der Medizin, das er 1961 am 1. Moskauer Medizinischen Institut abschloss. Während dieses Studiums lernte er Juri Gagarin kennen. Er begeisterte sich fortan für Raumfahrtmedizin und spezialisierte sich auf Gleichgewichtssysteme. Sein Vater war mit dem Chefkonstrukteur des OKB-1 Koroljow persönlich bekannt und informierte diesen über die Absicht seines Sohnes, selbst aktiver Kosmonaut zu werden. 1961 bewarb er sich an der Humboldt-Universität in Berlin. Bereits 1962 wurde er als Mediziner und Fallschirmspringer in die mobilen Bergungsteams des bemannten Raumfahrtprogramms berufen. Bei der Auswahl militärischer und ziviler Mediziner für den geplanten Flug von Woschod 1 wurde er auch auf Empfehlung des Chefkonstrukteurs hin berücksichtigt. Unmittelbar nach der Ende des Jahres 1963 erfolgten Gründung des Instituts für Medizinisch-Biologische Probleme (IMBP: bis heute Zentrum der Raumfahrtmedizin in Russland) nahm er dort eine Tätigkeit in der Forschung auf. Nachdem er am 26. Mai 1964 als Kosmonaut ausgewählt worden war, setzte er sich gegen den als Luftfahrtmediziner und Militärpiloten ebenfalls aussichtsreichen Wassili Lasarew und den im Ausbildungszentrum der Raumfahrer tätigen Militärarzt Alexei Sorokin durch.
So flog Boris Jegorow bereits am 12. Oktober 1964 gemeinsam mit dem Kommandanten Wladimir Komarow und dem zivilen Bordingenieur aus dem OKB-1 Konstantin Feoktistow im neuen dreisitzigen Raumschiff Woschod 1 als Forschungskosmonaut zur Durchführung eines medizinischen Programms in den Weltraum und wurde damit der erste Mediziner im Weltall. Zum Zeitpunkt seines Raumfluges war Jegorow erst 26 Jahre alt, nach German Titow und Walentina Tereschkowa ist er bis heute der drittjüngste Raumfahrer aller Zeiten.
Nur einen Tag nach der Rückkehr schied Jegorow aus dem Kosmonautenkorps aus, weitere Flüge von Ärzten waren vorerst nicht geplant. Auch Jegorows Double Sorokin und Lasarew von den Luftstreitkräften verließen das Kosmonautenkorps nach dem Flug von Woschod 1. Sein Kollege am IMBP und 2. Ersatzmann Lasarev wurde am 28. Oktober 1965 erneut als Kosmonautenkandidat bestätigt und kam später im Sojus-Programm zum Einsatz.

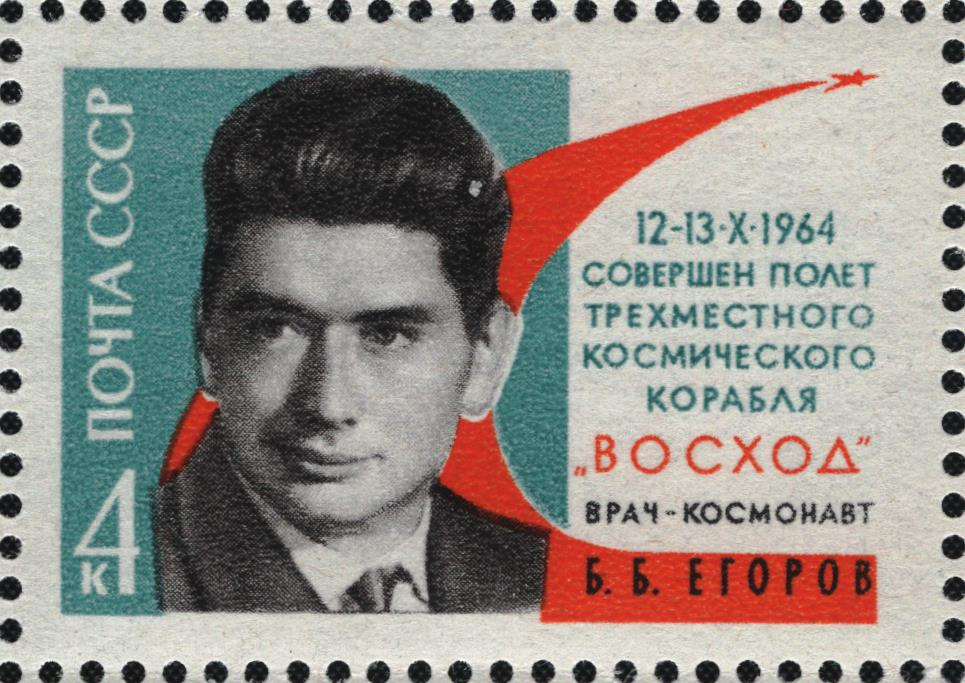
Jegorow auf einer sowjetischen Briefmarke (1964)

1965 besuchte Jegorow die DDR und erhielt die Ehrendoktorwürde der Humboldt-Universität zu Berlin. 1967 promovierte der ehemalige Kosmonaut zum Kandidat der medizinischen Wissenschaften. 1976 habilitierte Jegorow zum Thema Theoretische Grundlagen und Systeme der Reaktion des Zustandes des Menschen unter den Bedingungen der Schwerelosigkeit und wurde 1984 zum Professor berufen.
1967 trat Jegorow eine Stelle als Laborleiter im Institut für medizinisch-biologische Fragestellungen (Institut Mediko-Biologitscheskich Problem) an. Von 1984 bis 1992 war der Mediziner Leiter des Biomedizinisch-Technologischen Instituts im Ministerium für Gesundheitswesen der UdSSR. 1989 schied Boris Jegorow als Oberst des medizinischen Dienstes aus dem aktiven Militärdienst aus. Von 1992 bis 1993 war er Berater des Präsidenten der russischen Telebank. Jegorow starb 1994 an den Folgen eines Herzinfarktes.
Jegorow war dreimal verheiratet, u. a. von 1970 bis 1989 mit der Schauspielerin Natalja Kustinskaja, und hatte drei Kinder.

## Sonstiges
Nach dem Kosmonauten wurden der Asteroid (8450) Egorov und ein Krater auf der Rückseite des Mondes benannt.